# Aaron Gordon
Aaron Addison Gordon (San José, 1995. szeptember 16. –) amerikai válogatott kosárlabdázó, a Denver Nuggets játékosa a National Basketball Associationben (NBA). Minden idők egyik legjobb résztvevőjének tartják az NBA zsákolási versenyén, annak ellenére, hogy egyszer se nyerte el a díjat. 2016-ban Zach LeVine előzte meg, 2020-ban pedig Derrick Jones Jr.
Középiskolás éveiben az ország egyik legjobbjának tartották, általában osztálya harmadik vagy negyedik legjobbjaként szerepelt ranglistákon. Egyetlen szezont játszott az Arizonai Egyetem játékosaként, ahol főcsoportja legjobbjának választották. 2014-ben a negyedik helyen választotta az Orlando Magic a drafton, ahol 2021-ig maradt. Ekkor leszerződtette a Denver Nuggets.
A 2013-es U19-es világbajnokság legértékesebb játékosának választották, a felnőtt csapatba soha se került be.

## Statisztika

### Egyetem
| Év        | Csapat           | JM | KM | JP/M | MG%  | 3P%  | BD%  | LP/M | GP/M | L/M | B/M | P/M  |
| --------- | ---------------- | -- | -- | ---- | ---- | ---- | ---- | ---- | ---- | --- | --- | ---- |
| 2013–2014 | Arizona Wildcats | 38 | 38 | 31,2 | .495 | .356 | .422 | 8,0  | 2,0  | 0,9 | 1,0 | 12,4 |

### NBA

#### Alapszakasz
| Év         | Csapat         | JM  | KM  | JP/M | MG%  | 3P%  | BD%  | LP/M | GP/M | L/M | B/M | P/M  |
| ---------- | -------------- | --- | --- | ---- | ---- | ---- | ---- | ---- | ---- | --- | --- | ---- |
| 2014–2015  | Orlando Magic  | 47  | 8   | 17,0 | .447 | .271 | .721 | 3,6  | 0,7  | 0,4 | 0,5 | 5,2  |
| 2015–2016  | Orlando Magic  | 78  | 37  | 23,9 | .473 | .296 | .668 | 6,5  | 1,6  | 0,8 | 0,7 | 9,2  |
| 2016–2017  | Orlando Magic  | 80  | 72  | 28,7 | .454 | .288 | .719 | 5,1  | 1,9  | 0,8 | 0,5 | 12,7 |
| 2017–2018  | Orlando Magic  | 58  | 57  | 32,9 | .434 | .336 | .698 | 7,9  | 2,3  | 1,0 | 0,8 | 17,6 |
| 2018–2019  | Orlando Magic  | 78  | 78  | 33,8 | .449 | .349 | .731 | 7,4  | 3,7  | 0,7 | 0,7 | 16,0 |
| 2019–2020  | Orlando Magic  | 62  | 62  | 32,5 | .437 | .308 | .674 | 7,7  | 3,7  | 0,8 | 0,6 | 14,4 |
| 2020–2021  | Orlando Magic  | 25  | 25  | 29,4 | .437 | .375 | .629 | 6,6  | 4,2  | 0,6 | 0,8 | 14,6 |
| 2020–2021  | Denver Nuggets | 25  | 25  | 25,9 | .500 | .266 | .705 | 4,7  | 2,2  | 0,7 | 0,6 | 10,2 |
| 2021–2022  | Denver Nuggets | 75  | 75  | 31,7 | .520 | .335 | .743 | 5,9  | 2,5  | 0,6 | 0,6 | 15,0 |
| 2022–2023† | Denver Nuggets | 68  | 68  | 30,2 | .564 | .347 | .608 | 6,6  | 3,0  | 0,8 | 0,8 | 16,3 |
| 2023–2024  | Denver Nuggets | 73  | 73  | 31,5 | .556 | .290 | .658 | 6,5  | 3,5  | 0,8 | 0,6 | 13,9 |
| 2024–2025  | Denver Nuggets | 51  | 42  | 28,4 | .531 | .436 | .810 | 4,8  | 3,2  | 0,5 | 0,3 | 14,7 |
| Karrier    | Karrier        | 720 | 622 | 29,3 | .484 | .331 | .693 | 6,2  | 2,7  | 0,7 | 0,6 | 13,6 |

#### Rájátszás
| Év      | Csapat         | JM | KM | JP/M | MG%  | 3P%  | BD%  | LP/M | GP/M | L/M | B/M | P/M  |
| ------- | -------------- | -- | -- | ---- | ---- | ---- | ---- | ---- | ---- | --- | --- | ---- |
| 2019    | Orlando Magic  | 5  | 5  | 32,8 | .468 | .400 | .526 | 7,2  | 3,6  | 1,2 | 0,2 | 15,2 |
| 2021    | Denver Nuggets | 10 | 10 | 29,9 | .434 | .391 | .640 | 5,4  | 2,0  | 0,5 | 0,3 | 11,1 |
| 2022    | Denver Nuggets | 5  | 5  | 32,0 | .426 | .200 | .714 | 7,2  | 2,6  | 0,4 | 1,2 | 13,8 |
| 2023†   | Denver Nuggets | 20 | 20 | 35,6 | .518 | .391 | .652 | 6,0  | 2,6  | 0,6 | 0,7 | 13,3 |
| 2024    | Denver Nuggets | 12 | 12 | 37,1 | .585 | .407 | .821 | 7,3  | 4,4  | 0,8 | 0,6 | 14,3 |
| Karrier | Karrier        | 52 | 52 | 34,2 | .502 | .374 | .675 | 6,4  | 3,0  | 0,7 | 0,6 | 13,3 |

## Díjak és elismerések
Középiskola

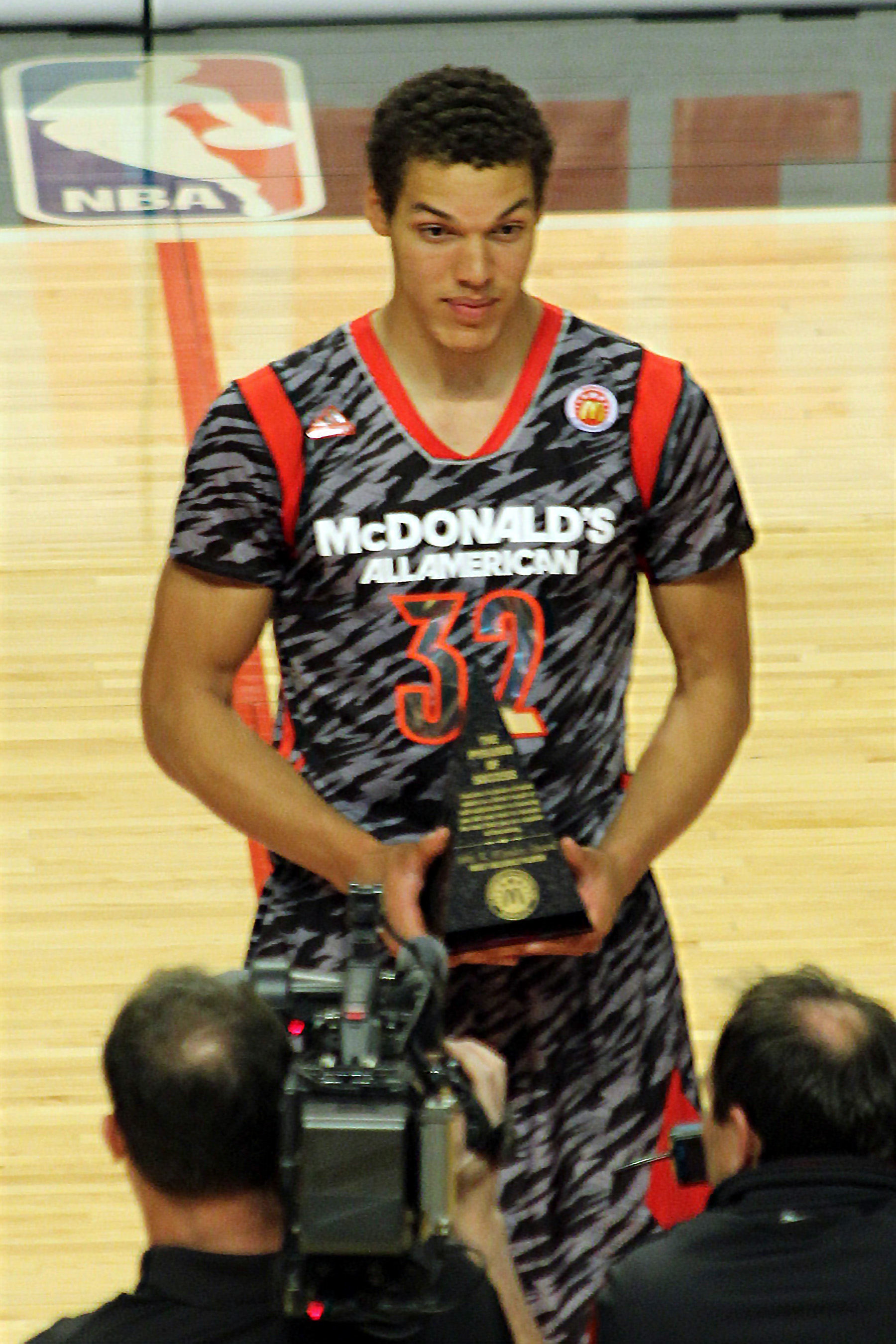
Gordon, a 2013-as McDonald’s All-American gála MVP-trófeájával

- USA Basketball – Az év férfi sportolója (2013)
- FIBA U19-es világbajnokság MVP-je (2013)
- McDonald’s All-American-gála MVP (2013)
- Jordan Brand All-American (2013)
- 2× Kalifornia Mr. Kosárlabda (2012, 2013)
- 2× CIF állami bajnokság (2011, 2012)
- 2× CIF észak-kaliforniai II-bajnok (2011, 2012)
- 3× CIF észak-kaliforniai bajnok (2011–2013)
- CIF észak-kaliforniai Open Division-bajnok (2013)
- 2× CIF észak-kaliforniai Division II-bajnok (2011, 2012)
- 4× CIF CCS-bajnok (2010–2013)
- CIF CCS Open Division-bajnok (2013)
- 3× CIF CCS Division II-bajnok (2010–2012)
- MaxPreps.com All-American Első csapat (2013)
- San Jose Mercury News Az év játékosa (2013)
- San Jose Mercury News Első csapat (2013)
- Cal-Hi Sports Bay Area CCS – Az év játékosa (2013)
- 3× WCAL-bajnok (2011–2013)
- 3× WCAL – Az év játékosa (2011–2013)
- 3× All-WCAL Első csapat (2011–2013)
- All-WCAL Második csapat (2010)

Egyetem
- Pac–12 – Az év elsőéves sportolódiákja (2014)
- Pac–12 – A torna legjobb csapata (2014)
- AP Honorable Mention (2014)
- NCAA nyugati regionális torna legjobb csapata (2014)
- Sporting News – All-America Harmadik csapat (2014)
- USBWA All-District csapat (2014)
- NABC All-District Második csapat (2014)
- All-Pac–12 – Első csapat (2014)
- Pac–12 – Elsőéves csapat (2014)
- Pac–12 – Az év elsőéves játékosa (2014)
- Pac–12 – Első újonc csapat (2014)

NBA
- NBA-bajnok (2023)